# Vintern 1962–1963 i Storbritannien

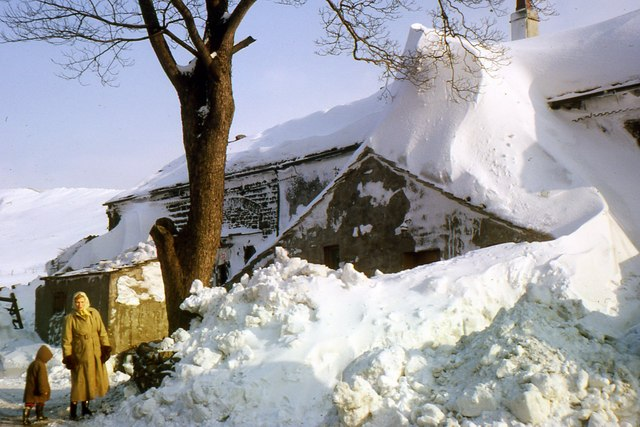
Snö utanför Burrow-with-Burrow, Lancashire, England januari 1963.

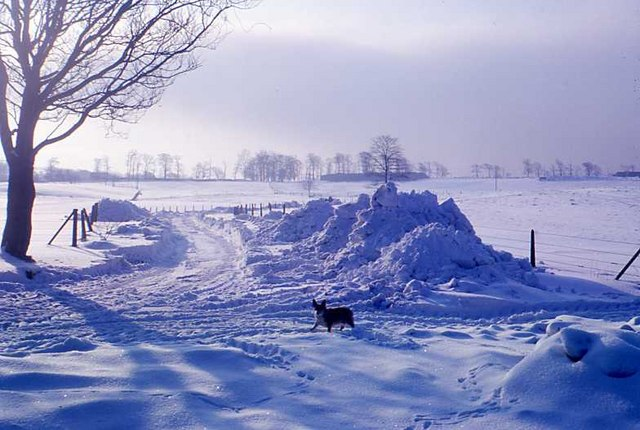
Snö i Lancashire, januari 1963.

Vintern 1962–1963 var en av de kallaste vintrarna någonsin i Storbritannien.  Temperaturerna sjönk, och sjöar och floder började frysa. Räknat efter centralengelsk temperatur (CET), som daterar sig tillbaka till 1659, var det bara kallare vintrarna (definierat som december, januari och februari) 1683–84, och 1739–40. Dock var inte vintern lika sträng i Skottland som i England och Wales. Vintern kallas lokalt för The Big Freeze of 1963.

## December 1962
En köldvåg slog till den 22 december och delar av södra England drabbades av omfattande snöfall på annandag jul, 26 december, som fortsatte kommande dag.

## Januari 1963
I januari 1963 sjönk temperaturen drastiskt i Storbritannien, med temperaturer så låga som −16 °C (3,2 °F) på sina håll. Frusen dimma slog till.

## Februari 1963
I februari 1963 föll ännu mer snö. Det blåste också mycket, med vindstyrkor på upp till 8 enligt Beaufortskalan (kuling).

## Mars 1963
Kölden avtog i början av mars. 6 mars var första gången som hela Storbritannien hade en frostfri dag under kalenderåret 1963. Temperaturerna nådde snart 17 °C (62,6 °F) och kvarvarande snö försvann snabbt.

### Fotnoter
1. ↑  ”BBC London summary”. http://www.bbc.co.uk/london/content/articles/2008/09/04/bigfreeze63_feature.shtml.
2. ↑  ”Pathe news reel, January 1963”. https://www.britishpathe.com/video/selected-originals-freeze-up-all-round.